# Купер, Уэйн (снукерист)
Уэ́йн Ку́пер (англ. Wayne Cooper, род. 9 июня 1978 года в Брадфорде, Англия) — английский профессиональный игрок в снукер. Стал профессионалом в 2001 году, но после плохих результатов в мэйн-туре возвратился на любительский арену годом позже, где и играл на протяжении 6 лет. Купер вернулся в мэйн-тур в сезоне 2008/09 после того, как занял лидирующие места в рейтинге EASB Pro Ticket Tour. Однако за весь сезон он выиграл лишь один матч (на турнире Трофей Северной Ирландии), и снова покинул тур. В сезоне 2009/10 Купер играл в профессионально-любительской серии турниров PIOS.
В 1998 году Уэйн был полуфиналистом чемпионата Англии среди любителей.